# Capasa pulchraria
Capasa pulchraria är en fjärilsart som beskrevs av Rothschild 1894. Capasa pulchraria ingår i släktet Capasa och familjen mätare. Inga underarter finns listade i Catalogue of Life.